# Ермин Шиляк
Ермин Шиляк (словен. Ermin Šiljak, нар. 11 травня 1973, Любляна) — словенський футболіст, нападник.
Насамперед відомий виступами за клуби «Бастія», «Серветт» та «Паніоніос», а також за національну збірну Словенії.

## Клубна кар'єра
У дорослому футболі дебютував у 1992 році виступами за команду клубу «Свобода» (Любляна), в якій провів два сезони, взявши участь у 40 матчах чемпіонату. 
Протягом 1994—1996 років захищав кольори люблянської «Олімпії».
Своєю грою за останню команду привернув увагу представників тренерського штабу французького клубу «Бастія», до складу якого приєднався у 1996 році. Відіграв за команду з Бастії наступні два сезони своєї ігрової кар'єри.
У 1998 році уклав контракт із швейцарським «Серветтом», у складі якого провів наступні три роки своєї кар'єри гравця. 
Протягом 2001 року захищав кольори команди клубу «Гаммарбю» із Швеції.
З 2001 року два сезони захищав кольори команди грецького «Паніоніоса». У складі «Паніоніоса» був одним з головних бомбардирів команди, маючи середню результативність на рівні 0,35 голу за гру першості.
Протягом 2003—2004 років грав у Китаї, захищав кольори команди клубу «Далянь Шиде».
Завершив професійну ігрову кар'єру в белькійському клубі «Мускрон», за команду якого виступав протягом 2004—2006 років.

## Виступи за збірну
У 1994 році дебютував в офіційних матчах у складі національної збірної Словенії. Протягом кар'єри у національній команді, яка тривала 12 років, провів у формі головної команди країни 50 матчів, забивши 14 голів.
У складі збірної був учасником чемпіонату Європи 2000 року у Бельгії та Нідерландах.

## Титули і досягнення
- Чемпіон Словенії (2):

Олімпія: 1993-94, 1994-95
- Володар Кубка Словенії (1):

Олімпія: 1995-96
- Володар Суперкубка Словенії (1):

Олімпія: 1995
- Переможець Кубка Інтертото (1):

Бастія: 1997
- Чемпіон Швейцарії (1):

Серветт: 1998-99
- Володар Кубка Швейцарії (1):

Серветт: 2000-01
- Чемпіон Швеції (1):

Гаммарбю: 2001
- Найкращий бомбардир Чемпіонату Словенії (1):

Олімпія: 1995-96